# Intentona de Barrios
Intentona de Barrios ou Campaña Unionista de 1885 refere-se as tentativas de restabelecimento pela força da união política da América Central, lideradas pelo presidente guatemalteco Justo Rufino Barrios, em 1885.

## Antecedentes
Para além de 1880, a Guatemala era governada por Rufino Barrios, que era apoiado pelo governo dos Estados Unidos. Barrios pretendia que o México renunciasse a seus direitos no território de Soconusco, Chiapas. Os Estados Unidos procuraram a todo o custo ser mediador no conflito, buscando favorecer o seu aliado. Porfirio Diaz, então presidente do México, respondeu ao governo guatemalteco que antes de aceitar a renúncia de Soconusco preferia a guerra; contudo, o conflito seria solucionado durante uma convenção em 1882. Barrios falhou em sua primeira tentativa de anexar novos territórios.
Depois de fracassar em várias tentativas de alcançar a restauração da união regional através de negociações diplomáticas e de várias conferências unionistas centro-americanas, o presidente Barrios decidiu empreender a restauração da unidade centro-americana através da força militar, convencido de que seria apoiado pelos seus colegas de El Salvador Rafael Zaldívar e de Honduras Luis Bográn.
Em 28 de fevereiro de 1885, Barrios emitiu um decreto pelo qual proclamava a união centro-americana, indicando que o ideal se concretizaria pela força se necessário. No mesmo decreto arrogava-se o caráter de "Supremo Jefe militar de Centroamérica" e dispunha que em 1 de maio seguinte deveria se reunir na Guatemala uma constituinte com quinze delegados por país, para emitir uma constituição, escolher uma capital e eleger o presidente. Declarava como traidores aqueles que se opunham ao plano e oferecia promoções aos militares que o apoiassem. A Assembleia da Guatemala rapidamente aprovou o decreto. Enquanto isso, o presidente salvadorenho Zaldívar enviou em 6 de março um telegrama de felicitações a Barrios, cujo plano foi também foi acolhido com beneplácito pelas autoridades de Honduras em 7 de março.

## As reações adversas e o tratado de Santa Ana

### Primeiras reações
Os governos da Nicarágua e da Costa Rica se opuseram categoricamente ao decreto e manifestaram a determinação de defender sua soberania. Tudo pressagiava um conflito sangrento, embora em 10 de março o secretário de Estado dos Estados Unidos Thomas F. Bayard anunciou que seu país não aprovaria o uso da força para restaurar a unidade centro-americana.
Surpreendentemente, e contra todas as previsões de Barrios, o presidente de El Salvador Rafael Zaldívar emitiu em 14 de março um manifesto no qual rejeitava os planos de Barrios. Em 17 de março, o Senado dos Estados Unidos indicou que uma invasão a Nicarágua ou a Costa Rica seria entendida pelos Estados Unidos como um ato de inimizade e intervenção hostil. O governo dos Estados Unidos também enviou cinco navios de guerra para as costas caribenhas e centro-americanas sob o pretexto de ter o objetivo de proteger seus cidadãos e as suas propriedades.

### Declaração de guerra contra a Guatemala
Em 22 de março de 1885, Costa Rica, El Salvador e Nicarágua assinaram na cidade salvadorenha de Santa Ana um acordo de aliança militar para se opor aos planos do presidente guatemalteco. Os países signatários do Tratado de Santa Ana creditaram conjuntamente como ministro plenipotenciário na capital mexicana ao Sr. Ricardo Jiménez Oreamuno, que iniciou as negociações para organizar uma aliança entre esses três países e o México. Os três países procuraram o apoio do México, que na época era governado por Porfirio Diaz, que não hesitou em rejeitar o plano de Barrios. Diaz mobilizou 30.000 homens na fronteira com a Guatemala para, a partir dali, dar início a uma invasão geral que rapidamente acabaria com o conflito. Nesta situação, o governo estadunidense enviou tropas para a fronteira com o México, pelo qual Diaz prepararia tropas em caso de qualquer possível ataque. Além disso, a Nicarágua mobilizou suas tropas em direção à fronteira com Honduras, onde se juntariam 2.000 soldados do exército de Costa Rica.

## A guerra
Para colocar em prática os seus planos, Barrios invadiu El Salvador em 30 de março de 1885. No primeiro confronto, que ocorreu nas margens do rio fronteiriço Coco, triunfaram os guatemaltecos, e em 31 de março o governo da Guatemala anunciou ao corpo diplomático que tropas salvadorenhas haviam entrado no país e que este havia decidido repelir a "invasão". Nesse mesmo dia, as tropas guatemaltecas novamente derrotaram os salvadorenhos em San Lorenzo. No entanto, o governo salvadorenho anunciou que seu exército havia vencido tanto em Coco como em San Lorenzo. El Salvador tinha a grande vantagem de controlar a comunicação telegráfica entre a Guatemala e o resto do mundo, e isso lhe permitia desvirtuar qualquer comunicação do governo de Barrios.
Ao mesmo tempo, as tropas da Costa Rica e da Nicarágua se preparavam para enfrentar as de Honduras na região fronteiriça entre este país e Nicarágua.
Em 2 de abril de 1885, as tropas da Guatemala e de El Salvador se enfrentaram novamente nas proximidades do povoado salvadorenho de Chalchuapa e ocorreu uma batalha sangrenta, na qual pereceriam Justo Rufino Barrios e Adolfo V. Hall.

## A paz
A notícia da morte de Barrios causou imensa decepção na Guatemala, e em 3 de abril a Assembleia revogou o decreto de união centro-americana. O governo de Honduras manifestou imediatamente intenções de paz, justamente quando suas tropas estavam programadas para enfrentar os aliados e o México não precisou invadir a Guatemala. Em 11 de abril, Honduras e Nicarágua concluíram um acordo de paz em Namasigüe, e no dia 14 do mesmo mês, por iniciativa do corpo diplomático, o governo de El Salvador, em nome dos aliados de Santa Ana, assinou um acordo de paz com a Guatemala, que foi posteriormente aprovado pela Costa Rica e Nicarágua.
Uma semana depois do armistício, o presidente salvadorenho Zaldívar convidou os demais governantes centro-americanos a enviar delegados para celebrar em Santa Tecla, El Salvador, em 15 de maio, uma conferência unionista. A iniciativa foi bem acolhida por Honduras, porém Costa Rica, Guatemala e Nicarágua declinaram o convite e a reunião não foi realizada.